# 段ボールコンポスト
段ボールコンポスト（だんボールコンポスト）とは、家庭から出る生ごみをピートモス等の基材とともに段ボール箱に入れ、その中で減量・堆肥化を行うものである。好気型コンポスターの一種であり、装置そのものは「段ボールコンポスター」と呼ぶのが正確である。
もともとは庭などに設置する生ごみ堆肥化容器では冬季に凍結してしまうため、屋内で堆肥化するために北海道で発祥したといわれる。このため、庭のない集合住宅でも使用可能である。今では家庭ごみの減量化のため推進している自治体もある。段ボールコンポストは、容器として使用する段ボール箱が安価かつ入手が容易である点と、堆肥化に必要とされる保温性と余剰水分を壁面から排出できる水分調整機能を持ち、経済面と機能面で優れている。

## 段ボールコンポストの作成方法と堆肥化方法

### 作成方法
作成時には耐久性を十分に考慮する必要がある。できる限りダブル構造の段ボールを使用し、通気性を保つためガムテープではなくテーピング用などの通気性を持つテープの使用が望ましい。また、水分により底部が最も劣化しやすいので、段ボールや新聞紙などの透湿性のあるもので補強する。

### 基材
保水性があり、かつ空気（酸素）を抱き込める素材が利用される。入手が容易である点からココピートやオガコ（屑）がよく利用されている。廃棄物を再利用する観点から、無料又は安価に手に入る場合はおがくず、わらなどで代用することもできる。堆肥化の際にはpHを9程度に保つのが望ましいため、酸性を低減する目的でもみ殻燻炭、竹炭などを混入することも多い。若干取り扱いにくいが、腐葉土の利用も可能である。腐葉土には豊富に好気性土壌微生物が付着しており、これを活用すると作成初期の分解を早めることができる。したがって、のこくずにココピート繊維ないし腐葉土を少量加えたものも基材として好適である。なお、ココピートは輸入品が主で、代替品では木材チップ、削り屑、竹パウダーの利用などが見直されている。

### 堆肥化方法
1. テーピングテープで成形した段ボール箱に基材を8分目程度投入する。
2. 底部の通気性を保つためメッシュ構造の台や小さなブロックなどの上に置き床との間に空間を保つ。
3. 生ごみ投入前に全体をよく撹拌する。これは切り返しとも呼ばれ、ダマになっている基材を砕き酸素を供給するためである。この際、段ボール箱を傷めないように注意する。
4. 生ごみは水を切り基材に投入する。投入量の上限は、ミカン箱程度の大きさの段ボール箱を前提にすると、日量500グラムが上限の目安と考えてよい。底部の段ボールが湿っている場合は投入過多といえる。
5. 生ごみが基材で隠れる程度に撹拌する。生ごみが段ボールに直接触れるとふやけて傷むので注意する。
6. 虫が入らないように防護する。Tシャツのえりと肩をミシンで縫い合わせたものが便利で、段ボールコンポスト全体を覆うことによって防虫を図る。
7. 人が生活できる程度の暖かく風通しの良いところに置く。冬季は屋内に置くことになるが、屋外設置が原則である。
8. 生ごみは基材の量に応じて毎日投入することができる。

基材が生ごみの水分を吸収・分散し余分な水分は段ボールを通して蒸発する。このため段ボール箱の各面は床や壁などから離さなければならない。生ごみは好気性微生物によって最終的に二酸化炭素、水、硝酸塩に分解される。分解される過程で条件が整えば40℃以上に温度が上がるが、温度による防虫効果は期待しない方がよい。処理前の生ごみに卵を産み付けられないように注意する必要がある。

## 問題点
- 容器が段ボールであることから耐久性に問題がある。許容量以上の生ごみを入れると生ごみの水分が段ボールにまで到達しふやけてしまう。
- 虫の発生する恐れがある。アメリカミズアブやショウジョウバエなどは、慎重に管理すれば発生を防止できる。しかしながら、有機物を分解するダニの発生が認められるため、一般には屋外設置が原則となる。

## メリット
- ごみが減量できる
- 問題となるような悪臭が発生しない
- 寒冷地でも使用できる
- ランニングコストがかからない
- エネルギーを消費しない

## デメリット
- 生ごみの処理や切返しに手間がかかる
- 完全な防虫は難しい

## 推奨している日本の主な自治体

### 都道府県
- 福井県[1]
- 山口県[2]
- 大分県[3]

### 市区町村
- 北海道 - 函館市[4]、帯広市[5]、北見市[6]、苫小牧市[7]、上川郡下川町[8]、中標津町[9]
- 青森県 - 弘前市[10]、八戸市[11]
- 岩手県 - 紫波町[12]
- 山形県 - 村山市[13]
- 福島県 - 会津若松市[14]
- 茨城県 - 取手市[15]
- 千葉県 - 千葉市[16]
- 東京都 - 墨田区、八王子市[17]、青梅市[18]、日野市[19]
- 神奈川県 - 川崎市[20]、小田原市[21]、相模原市[22]
- 富山県 - 新川郡入善町[23]
- 石川県 - 金沢市[24]、羽咋市[25]
- 長野県 - 長野市[26]
- 岐阜県 - 大垣市[27]、中津川市[28]、御嵩町[29]
- 静岡県 - 富士市[30]
- 愛知県 - 安城市[31]名古屋市、北名古屋市、稲沢市、豊田市、大府市、刈谷市、知立市、他
- 大阪府 - 枚方市[32]、交野市[33]
- 兵庫県 - 神戸市[34]、明石市[35]、加古郡稲美町[36]
- 鳥取県 - 鳥取市[37]
- 岡山県 - 岡山市[38]
- 広島県 - 広島市[39]
- 徳島県 - 吉野川市[40]
- 香川県 - 丸亀市[41]、三豊市[42]
- 愛媛県 - 宇和島市[43]
- 高知県 - 高知市[44]
- 福岡県 - 大牟田市[45]、筑後市[46]、中間市[47]、春日市[48]、大野城市[49]、宗像市[50]、宮若市[51]、糸島市[52]、那珂川市[53]、糟屋郡志免町[54]、遠賀郡遠賀町[55]、遠賀郡芦屋町[56]、遠賀郡岡垣町[57]
- 佐賀県 - 佐賀市[58]
- 長崎県 - 壱岐市[59]
- 熊本県 - 熊本市[60]、八代市[61]、合志市[62]、菊陽町[63]
- 沖縄県 - 南風原町[64]